# マージオ
マージオ（伊: Masio）は、イタリア共和国ピエモンテ州アレッサンドリア県にある、人口約1,300人の基礎自治体（コムーネ）。

## 地理

### 位置・広がり
| 隣接するコムーネは以下の通り。括弧内のATはアスティ県所属を示す。 - チェッロ・ターナロ (AT) - コルティリオーネ (AT) - フェリッツァーノ - インチーザ・スカパッチーノ (AT) - オヴィーリオ - クアットルディオ - ロッケッタ・ターナロ (AT) |

### 地震分類
イタリアの地震リスク階級 (it) では、4 に分類される
。

## 出身の著名人物
- ウルバーノ・ラッタッツィ（イタリア語版） - 1862年3月4日から1862年12月9日のイタリアの首相
- ウルバーノ・カイロ - 実業家。サッカー・トリノFCの会長(2005年- )